# Mimeresia griseata
Mimeresia griseata är en fjärilsart som beskrevs av Talbot 1937. Mimeresia griseata ingår i släktet Mimeresia och familjen juvelvingar. Inga underarter finns listade i Catalogue of Life.